# Jambewangi (Sempu)
Jambewangi is een bestuurslaag in het regentschap Banyuwangi van de provincie Oost-Java, Indonesië. Jambewangi telt 20.084 inwoners (volkstelling 2010).